# 李锐 (主持人)
李锐（1973年7月24日—），生于吉林长春，籍贯山东莱阳，中国电视节目主持人，现居住于长沙。毕业于北京广播学院（今中国传媒大学）主持人专业，曾在北京有线电视台等地方电视台工作，後进入湖南卫视任主持人。李锐主持过湖南卫视《晚间新闻》、《好奇大调查》、《以一敌百》及《爸爸去哪儿》（在节目中被称为「代理村长」），也演過《超少年密碼》飾演隨涵光，因此在全国而广为熟知。配偶为湖南卫视的方方。。2008年12月4日，李锐的女儿李蓬熙（小名：跳跳）出生。2014年8月，李锐正式出版首部个人随笔集《别拿村长不当干部》。